# Persone di cognome Simon
| Questa pagina contiene informazioni ricavate automaticamente dalle voci biografiche con l'ausilio del template Bio e di un bot. L'aggiornamento è periodico e automatico e ricostruisce completamente la pagina. Se manca una persona in questa lista, sei pregato di non aggiungerla, ma accertati piuttosto che la sua voce biografica contenga il template Bio e che i dati anagrafici siano correttamente compilati. Se il template Bio manca, inseriscilo tu stesso o, in alternativa, metti l'avviso {{tmp\|Bio}} che ne segnala la mancanza. Se i dati riportati sono sbagliati, correggi direttamente la voce biografica; le modifiche saranno visibili in questa lista entro pochi giorni. Per chiarimenti vedi il progetto antroponimi. La lista contiene solo le 115 persone che sono citate nell'enciclopedia e per le quali è stato implementato correttamente il template Bio. Pagina aggiornata al 7 ago 2025. |

Questa è una lista di persone presenti nell'enciclopedia che hanno il cognome Simon, suddivise per attività principale.

## Allenatori di calcio(1)
- Tibor Simon, allenatore di calcio e calciatore ungherese (Budapest, n. 1965 - Budapest, † 2002)

## Allenatori di tennis(1)
- Gilles Simon, allenatore di tennis e ex tennista francese (Nizza, n. 1984)

## Alpinisti(1)
- Felix Simon, alpinista, chimico e imprenditore tedesco (Lipsia, n. 1896 - Sassonia, † 1986)

## Archeologhe(1)
- Erika Simon, archeologa tedesca (Ludwigshafen am Rhein, n. 1927 - Würzburg, † 2019)

## Arcivescovi anglicani(1)
- Glyn Simon, arcivescovo anglicano britannico (Swansea, n. 1903 - Taunton, † 1972)

## Arcivescovi cattolici(1)
- Pedro Ercílio Simon, arcivescovo cattolico brasiliano (Ibiaçá, n. 1941 - Passo Fundo, † 2020)

## Artiste(1)
- Taryn Simon, artista statunitense (New York, n. 1975)

## Attori(5)
- Eugene Simon, attore e modello britannico (n. 1992)
- Günther Simon, attore tedesco (Berlino, n. 1925 - Berlino Est, † 1972)
- Ludwig Simon, attore tedesco (Berlino, n. 1996)
- Michel Simon, attore svizzero (Ginevra, n. 1895 - Bry-sur-Marne, † 1975)
- Robert F. Simon, attore statunitense (Mansfield, n. 1908 - Tarzana, † 1992)

## Attrici(4)
- Jazmyn Simon, attrice statunitense (San Francisco, n. 1980)
- Josette Simon, attrice britannica (Leicester, n. 1960)
- Maria Simon, attrice e musicista tedesca (Lipsia, n. 1976)
- Simone Simon, attrice francese (Marsiglia, n. 1911 - Parigi, † 2005)

## Biatlete(1)
- Julia Simon, biatleta francese (Albertville, n. 1996)

## Calciatori(10)
- Ádám Simon, calciatore ungherese (Salgótarján, n. 1990)
- András Simon, calciatore ungherese (Salgótarján, n. 1990)
- Attila Simon, calciatore ungherese (Budapest, n. 1983)
- Barnabás Simon, calciatore ungherese (Szombathely, n. 2004)
- Emmanuel Simon, calciatore papuano (n. 1992)
- Jacques Simon, calciatore francese (Omonville-la-Rogue, n. 1941 - Valognes, † 2017)
- Krisztián Simon, calciatore ungherese (Budapest, n. 1991)
- Matt Simon, ex calciatore australiano (Sydney, n. 1986)
- Moses Simon, calciatore nigeriano (Jos, n. 1995)
- Vincent Simon, calciatore francese (n. 1983)

## Calciatrici(3)
- Bénédicte Simon, calciatrice francese (Mantes-la-Jolie, n. 1997)
- Carolin Simon, calciatrice tedesca (Kassel, n. 1992)
- Kyah Simon, calciatrice australiana (Città di Blacktown, n. 1991)

## Canottieri(2)
- Béla Simon, canottiere ungherese (Szolnok, n. 1988)
- Diederik Simon, ex canottiere olandese (Bloemendaal, n. 1970)

## Cantautori(1)
- Paul Simon, cantautore e chitarrista statunitense (Newark, n. 1941)

## Cantautrici(3)
- Carly Simon, cantautrice statunitense (New York, n. 1943)
- Lucy Simon, cantautrice e compositrice statunitense (New York, n. 1940 - Piermont, † 2022)
- Émilie Simon, cantautrice francese (Montpellier, n. 1978)

## Cavalieri(1)
- Hugo Simon, cavaliere austriaco (n. 1942)

## Cestiste(1)
- Zsófia Simon, cestista ungherese (Budapest, n. 1989)

## Cestisti(10)
- Walt Simon, cestista statunitense (Delcambre, n. 1939 - Louisville, † 1997)
- Chase Simon, ex cestista statunitense (Detroit, n. 1989)
- David Simon, cestista statunitense (Vernon Hills, n. 1982)
- Justin Simon, cestista statunitense (Los Angeles, n. 1996)
- János Simon, cestista ungherese (Budapest, n. 1929 - Budapest, † 2010)
- Krunoslav Simon, cestista croato (Zagabria, n. 1985)
- László Simon, ex cestista ungherese (Nagykanizsa, n. 1986)
- Miles Simon, ex cestista e allenatore di pallacanestro statunitense (Stoccolma, n. 1975)
- Nicolai Simon, ex cestista tedesco (Malsch, n. 1987)
- Russell Simon, ex cestista australiano (Carlton, n. 1949)

## Chimici(2)
- Johann Eduard Simon, chimico e farmacista tedesco (Berlino, n. 1789 - Berlino, † 1856)
- Francis Simon, chimico e fisico tedesco (Berlino, n. 1893 - Oxford, † 1956)

## Ciclisti su strada(5)
- François Simon, ex ciclista su strada e ciclocrossista francese (Troyes, n. 1968)
- Julien Simon, ex ciclista su strada francese (Rennes, n. 1985)
- Jérôme Simon, ex ciclista su strada francese (Troyes, n. 1960)
- Pascal Simon, ex ciclista su strada e ciclocrossista francese (Mesnil-Saint-Loup, n. 1956)
- Régis Simon, ex ciclista su strada francese (Troyes, n. 1958)

## Compositori(1)
- Nat Simon, compositore, pianista e paroliere statunitense (Newburgh, n. 1900 - Newburgh, † 1979)

## Dermatologi(1)
- Oskar Simon, dermatologo tedesco (Berlino, n. 1845 - Breslavia, † 1882)

## Direttori d'orchestra(1)
- Geoffrey Simon, direttore d'orchestra australiano (Adelaide, n. 1946)

## Dirigenti sportivi(3)
- Dean Malenko, dirigente sportivo e ex wrestler statunitense (Irvington, n. 1960)
- Balázs Simon, dirigente sportivo e ex cestista ungherese (Kaposvár, n. 1980)
- Charles Simon, dirigente sportivo francese (Parigi, n. 1882 - Écurie, † 1915)

## Disc jockey(1)
- Michael Simon, disc jockey e produttore discografico tedesco (Amburgo, n. 1972)

## Drammaturghi(2)
- Lockroy, drammaturgo francese (Torino, n. 1803 - Parigi, † 1891)
- Neil Simon, drammaturgo e sceneggiatore statunitense (New York, n. 1927 - New York, † 2018)

## Economisti(3)
- Herbert Simon, economista, psicologo e informatico statunitense (Milwaukee, n. 1916 - Pittsburgh, † 2001)
- Hermann Simon, economista e scrittore tedesco (n. 1947)
- Julian Simon, economista statunitense (Newark, n. 1932 - Chevy Chase, † 1998)

## Fisici(1)
- Barry Simon, fisico e matematico statunitense (New York, n. 1946)

## Fumettisti(1)
- Joe Simon, fumettista statunitense (Rochester, n. 1913 - New York, † 2011)

## Generali(2)
- Jean Simon, generale francese (Brest, n. 1912 - Cherbourg, † 2003)
- Max Simon, generale e criminale di guerra tedesco (Breslavia, n. 1899 - Lünen, † 1961)

## Ginecologi(1)
- Gustav Simon, ginecologo e chirurgo tedesco (Darmstadt, n. 1824 - Heidelberg, † 1876)

## Giocatori di football americano(3)
- Cody Simon, giocatore di football americano statunitense (Jersey City, n. 2002)
- John Simon, giocatore di football americano statunitense (Youngstown, n. 1990)
- Tharold Simon, giocatore di football americano statunitense (Eunice, n. 1991)

## Giornalisti(2)
- Carlos Simon, giornalista e ex arbitro di calcio brasiliano (Braga, n. 1965)
- Ted Simon, giornalista britannico (Germania, n. 1931)

## Imprenditori(1)
- Herb Simon, imprenditore statunitense (New York, n. 1934)

## Ingegneri(1)
- Gilles Simon, ingegnere francese (Oujda, n. 1958)

## Medici(1)
- John Simon, medico inglese (Londra, n. 1816 - Londra, † 1904)

## Mezzosoprani(1)
- Joanna Simon, mezzosoprano e giornalista statunitense (New York, n. 1936 - New York, † 2022)

## Militari(1)
- Jean Salomon Simon, militare francese (Parigi, n. 1908 - Hoogeveen, † 1945)

## Naturalisti(1)
- Eugène Simon, naturalista francese (Parigi, n. 1848 - Parigi, † 1924)

## Pattinatori di short track(1)
- Simon Cho, pattinatore di short track sudcoreano (Seul, n. 1991)

## Pianisti(1)
- Abbey Simon, pianista statunitense (New York, n. 1920 - Ginevra, † 2019)

## Piloti automobilistici(1)
- André Simon, pilota automobilistico francese (Parigi, n. 1920 - Évian-les-Bains, † 2012)

## Pistard(1)
- Jürgen Simon, pistard tedesco (Gera, n. 1938 - Quirla, † 2003)

## Pittori(2)
- Luc Simon, pittore, litografo e vetraio francese (Reims, n. 1924 - Clamecy, † 2011)
- Lucien Simon, pittore francese (Parigi, n. 1861 - Combrit, † 1945)

## Politiche(1)
- Lateefah Simon, politica statunitense (San Francisco, n. 1977)

## Politici(4)
- Gustav Simon, politico tedesco (Saarbrücken, n. 1900 - Paderborn, † 1945)
- Jules Simon, politico francese (Lorient, n. 1814 - Parigi, † 1896)
- Paul Simon, politico statunitense (Eugene, n. 1928 - Springfield, † 2003)
- Édouard Lockroy, politico francese (Parigi, n. 1838 - Parigi, † 1913)

## Produttori discografici(2)
- Blockhead, produttore discografico, musicista e disc jockey statunitense (n. 1976)
- John Simon, produttore discografico, musicista e compositore statunitense (Norwalk, n. 1941)

## Psicologi(1)
- Théodore Simon, psicologo francese (Digione, n. 1873 - Parigi, † 1961)

## Pugili(1)
- Abe Simon, pugile statunitense (Richmond Hill, n. 1913 - Long Island, † 1969)

## Registi(3)
- Adam Simon, regista e sceneggiatore statunitense (Chicago, n. 1962)
- Rainer Simon, regista e sceneggiatore tedesco (Hainichen, n. 1941)
- S. Sylvan Simon, regista statunitense (Chicago, n. 1910 - Beverly Hills, † 1951)

## Rivoluzionari(1)
- Antoine Simon, rivoluzionario francese (Troyes, n. 1736 - Parigi, † 1794)

## Rugbiste a 15(1)
- Kennedy Simon, rugbista a 15 neozelandese (Hamilton, n. 1996)

## Sceneggiatori(1)
- Sam Simon, sceneggiatore e produttore televisivo statunitense (Los Angeles, n. 1955 - Los Angeles, † 2015)

## Schermidori(1)
- Armand Simon, ex schermidore francese

## Scrittori(4)
- André Simon, scrittore francese (28 febbraio, n. 1877 - † 1970)
- Claude Simon, scrittore francese (Antananarivo, n. 1913 - Parigi, † 2005)
- David Simon, scrittore, giornalista e sceneggiatore statunitense (Washington, n. 1960)
- Pseudonymous Bosch, scrittore e sceneggiatore statunitense

## Tenniste(1)
- Brigitte Simon, ex tennista francese (n. 1956)

## Teologi(1)
- Richard Simon, teologo e biblista francese (Dieppe, n. 1638 - Dieppe, † 1712)

## Velociste(1)
- Kennedy Simon, velocista statunitense (Atlanta, n. 2000)

## Velocisti(1)
- Pál Simon, velocista ungherese (Budapest, n. 1891 - Budapest, † 1956)

## Vescovi cattolici(1)
- Claude Simon, vescovo cattolico francese (Semur-en-Auxois, n. 1744 - Grenoble, † 1825)

## Wrestler(1)
- Boris Malenko, wrestler statunitense (Newark, n. 1933 - Tampa, † 1994)